# Římskokatolická farnost Neplachovice
Římskokatolická farnost Neplachovice je územní společenství římských katolíků s farním kostelem Narození svatého Jana Křtitele v Neplachovicích.

## Kostely a kaple na území farnosti
- Kostel Narození svatého Jana Křtitele v Neplachovicích
- Kaple svatého Jana Křtitele ve Skrochovicích
- Kaple Nanebevzetí Panny Marie v Táboře
- Kaple svatého Jana Nepomuckého ve Štemplovci